# Nil de Oliveira
Nil de Oliveira, född 3 september 1986, är en brasiliansk-svensk friidrottare och sprinter på elitnivå. 2012 fick han sitt internationella genombrott genom att bli femma på 200 meter vid Europamästerskapen i Helsingfors. 

## Karriär
Född och uppvuxen i Brasilien kom Oliveira 2006 till Sverige för att besöka sin mor, men kom att bosätta sig. Han blev svensk medborgare i juli 2010. Även utan svenskt medborgarskap fick de Oliveira delta i svenska mästerskap och i finnkamper, men med medborgarskapet får han också representera Sverige vid internationella mästerskap. På klubbnivå har han representerat Turebergs FK men bytte hösten 2010 klubb och tävlar sedan 2011 för Spårvägens FK.
2011 deltog han i mars på 400 meter vid inomhus-EM i Paris, men slogs ut i försöken, efter 48,64 s. Han tog detta år sitt första SM-guld på 100 meter och hade i och med det guld på såväl 100 som 200 och 400 meter. 2011 toppade han Sverigestatistiken på såväl 100 som 200 meter och fick utmärkelsen "Årets prestation i Folksam GP" vid Friidrottsgalan i november. Samma år tog han sig också in på tiobästalistan genom tiderna i Sverige på 100 och 200 meter samt raderade ut Lion Martinez och Eric Josjös distriktsrekord för Stockholm på nämnda distanser genom de personliga rekorden 10,34/20,83.
Vintern 2012 skrev han också något av historia när han tog silvermedalj på 60 meter vid ISM i Örebro. Nil har i och med den medaljen nu SM-medaljer, varav guld på alla utom just 60 meter, på samtliga sprintdistanser såväl ute som inne, från 60 och upp till 400 meter. Dessutom guld på stafetterna  4x100, 4x200 och 4x400, alltså alla som har SM-status. Det är han ensam om i Sverige, ingen annan har gjort den bedriften. 2012 deltog Oliveira i sitt första stora internationella utomhusmästerskap, EM i Helsingfors, där han överraskade med att bli femma. I Finnkampen samma år gjorde han fyra starter, två individuellt och två stafetter, och gick segrande ur samtliga dessa lopp. 
Stora delar av 2013 blev förstört av en skada, ändå lyckades Nil kvalificera sig till VM i Moskva (200 meter) genom att sätta personligt rekord med 20,53 vid Sollentuna GP. Vid VM slogs han dock ut i försöken med tiden 20,97. Han hann också delta i det svenska stafettlaget på 4x400 meter vid inomhus-EM i Göteborg (de andra var Johan Wissman, Felix Francois och Dennis Forsman) som slogs ut i försöken. Resten av säsongen blev sedan spolierad av skadan. 
Oliveira utsågs 2013 till Stor grabb nummer 522 i friidrott.
Vid Inomhus-SM i Göteborg i februari 2014 gjorde han comeback och vann 200 meter, hans 20:e SM-guld (elva individuellt och nio i stafett). Han kvalificerade sig även för sommarens EM i Zürich men slogs ut i försöken på tiden 20,82.

## Finnkampen
Nil de Oliveira har representerat Sverige i Finnkampen med följande resultat:
- Helsingfors 2008[45]
  - Sjätteplats på 200 meter, tid: 21,38
  - Andraplats på 400 meter, tid: 47,24
  - Andraplats på 4×400 meter, tid: 3.10,32
- Göteborg 2009[46]
  - Tredjeplats på 200 meter, tid: 21,15
  - Fjärdeplats på 400 meter, tid: 47,11
  - Seger på 4×400 meter, tid: 3.09,67
- Helsingfors 2010
  - Seger på 400 meter, tid 46,98
  - andraplats på 200 meter, tid 21,09
  - seger på 4x400 meter
- Helsingfors 2011
  - andraplats på 100 meter, tid 10,56
  - tredjeplats på 200 meter, tid 21,13
  - seger på 4x100 meter och 4x400 meter
- Göteborg 2012
  - seger på 100 meter, tid 10,36
  - seger på 200 meter, tid 20,65
  - seger på 4x100 meter och 4x400 meter
- Helsingfors 2014
  - femteplats på 100 meter, tid 10,59
  - seger på 200 meter, tid 21,24
  - seger på 4x100 meter

## Personliga rekord
| Gren              | Resultat | Datum            | Plats      |
| ----------------- | -------- | ---------------- | ---------- |
| 100 meter         | 10,26    | 6 juni 2013      | Skara      |
| 200 meter         | 20,53    | 27 juni 2013     | Sollentuna |
| 400 meter         | 46,76    | 2 augusti 2009   | Malmö      |
| 60 meter inomhus  | 6,87     | 31 januari 2015  | Sätra      |
| 200 meter inomhus | 21,14    | 17 februari 2013 | Norrköping |
| 400 meter inomhus | 47,31    | 27 februari 2011 | Göteborg   |

### Fotnoter
1. ↑  ”Stora SM 2008, dag 3”. trackandfield.se. Arkiverad från originalet den 24 augusti 2010. https://web.archive.org/web/20100824041425/http://www.trackandfield.se/Resultat/2008/080803.htm. Läst 20 maj 2013.
2. ↑  ”Stora SM 2011, dag 2” (htm). trackandfield.se. Arkiverad från originalet den 14 oktober 2012. https://web.archive.org/web/20121014231708/http://www.trackandfield.se/resultat/2011/110812.htm. Läst 17 april 2013.
3. ↑  ”Stora SM 2012, dag 1”. swedishtiming.se. Arkiverad från originalet den 7 mars 2016. https://web.archive.org/web/20160307130244/http://www.swedishtiming.se/resultat/120824.htm. Läst 16 april 2013.
4. ↑  ”Stora SM 2014, dag 1” (htm). trackandfield.se. Arkiverad från originalet den 5 april 2015. https://web.archive.org/web/20150405040001/http://www.trackandfield.se/resultat/2014/140801.htm. Läst 21 oktober 2014.
5. ↑  ”Stora SM 2008, dag 2”. trackandfield.se. Arkiverad från originalet den 14 maj 2021. https://web.archive.org/web/20210514153326/https://www.trackandfield.se/Resultat/2008/080802.htm. Läst 20 maj 2013.
6. 1 2  ”Stora SM 2009”. archive.org. Arkiverad från originalet den 13 december 2009. https://web.archive.org/web/20091213202749/http://88.131.109.176/folksam/sm09/resultat.php. Läst 23 april 2013.
7. ↑  ”Stora SM 2010, dag 3”. trackandfield.se. Arkiverad från originalet den 29 september 2013. https://web.archive.org/web/20130928222318/http://www.trackandfield.se/resultat/2010/100821.htm. Läst 2 september 2013.
8. ↑  ”Stora SM 2011, dag 4” (htm). trackandfield.se. Arkiverad från originalet den 14 oktober 2012. https://web.archive.org/web/20121014225255/http://www.trackandfield.se/resultat/2011/110814.htm. Läst 17 april 2013.
9. ↑  ”Stora SM 2012, dag 3”. swedishtiming.se. Arkiverad från originalet den 15 december 2012. https://web.archive.org/web/20121215070334/http://www.swedishtiming.se/resultat/120826.htm. Läst 16 april 2013.
10. ↑  ”Stora SM 2014, dag 3” (htm). trackandfield.se. Arkiverad från originalet den 3 december 2014. https://web.archive.org/web/20141203233100/http://www.trackandfield.se/resultat/2014/140803.htm. Läst 21 oktober 2014.
11. ↑  ”Stora SM 2015, dag 3”. trackandfield.se. Arkiverad från originalet den 6 juli 2016. https://web.archive.org/web/20160706172117/http://www.trackandfield.se/resultat/2015/150809.htm. Läst 31 oktober 2015.
12. ↑  ”Stora SM 2010, dag 4”. trackandfield.se. Arkiverad från originalet den 27 september 2013. https://web.archive.org/web/20130927090733/http://www.trackandfield.se/resultat/2010/100822.htm. Läst 2 september 2013.
13. ↑  ”Stafett-SM 2010”. ranas4h.nu. Arkiverad från originalet den 8 december 2015. https://web.archive.org/web/20151208144853/http://www.ranas4h.nu/resultat/2010/stafett-sm.html. Läst 29 maj 2013.
14. 1 2  ”Stafett-SM 2011” (pdf). Arkiverad från originalet den 6 april 2015. https://web.archive.org/web/20150406214723/http://www.proteamonline.se/storage/customers/2202/editor/resultat_2011/Stafett_SM_2011_Res.pdf. Läst 22 maj 2013.
15. 1 2  ”Stafett-SM 2012”. trackandfield.se. Arkiverad från originalet den 19 november 2015. https://web.archive.org/web/20151119081103/http://www.trackandfield.se/resultat/2012/120908_09.htm. Läst 17 april 2013.
16. 1 2  ”Stafett-SM 2013”. huddinge-friidrott.org. Arkiverad från originalet den 4 mars 2016. https://web.archive.org/web/20160304222253/http://www.huddinge-friidrott.org/tavlingar/13/stafettsm/resultat.htm. Läst 29 maj 2013.
17. ↑  ”Stafett-SM 2014” (pdf). idrottonline.se. Arkiverad från originalet den 2 april 2015. https://web.archive.org/web/20150402184643/http://www3.idrottonline.se/ImageVaultFiles/id_595198/cf_69694/resultat2014-05-27_2.PDF. Läst 25 mars 2015.
18. ↑  ”Stafett-SM 2015”. smfriidrott.com. Arkiverad från originalet den 24 november 2015. https://web.archive.org/web/20151124055051/http://www.smfriidrott.com/tavling/stafett-sm-2015/resultat. Läst 31 oktober 2015.
19. ↑  ”Stafett-SM 2017”. mai.se. http://mai.se/download/Resultatlista_Stafett-SM-2017.pdf. Läst 25 augusti 2017.
20. ↑  ”Stafett-SM 2009”. ifgota.se. Arkiverad från originalet den 4 mars 2016. https://web.archive.org/web/20160304103354/http://www.ifgota.se/result/Uploaded/stafettsm09.html. Läst 29 maj 2013.
21. 1 2 3  ”Stora inne-SM 2012, resultat”. trackandfield.se. Arkiverad från originalet den 4 mars 2016. https://web.archive.org/web/20160304224853/http://www.trackandfield.se/Resultat/2012/120218_19.htm. Läst 19 juli 2012.
22. 1 2  ”Stora inne-SM 2008, resultat” (pdf). mai.se. Arkiverad från originalet den 14 april 2015. https://web.archive.org/web/20150414002300/http://www.mai.se/resultat/resultat_inne-sm_2008.pdf. Läst 11 april 2015.
23. 1 2  ”Stora inne-SM 2010 dag 2, resultat”. friidrott.stockholm.se. http://www.friidrott.stockholm.se/ISM2010/Page.asp?PageIdentifier=RESSONDAG. Läst 19 juli 2012.
24. 1 2  ”Stora inne-SM 2013, resultat”. trackandfield.se. Arkiverad från originalet den 20 februari 2013. https://web.archive.org/web/20130220083140/http://www.trackandfield.se/Resultat/2013/130215.htm. Läst 18 februari 2013.
25. 1 2  ”Stora inne-SM 2014 dag 2, resultat”. trackandfield.se. Arkiverad från originalet den 4 mars 2016. https://web.archive.org/web/20160304223712/http://www.trackandfield.se/resultat/2014/140223.htm. Läst 29 januari 2015.
26. 1 2  ”Stora inne-SM 2015, resultat”. archive.is. Arkiverad från originalet den 22 februari 2015. https://archive.is/20150222161525/http://livetiming.se/track/ism15/. Läst 29 mars 2015.
27. 1 2  ”ISM i friidrott - Växjö 25-26 februari 2017”. telekonsultarena.se. Arkiverad från originalet den 3 september 2017. https://web.archive.org/web/20170903123052/http://telekonsultarena.se/resultat/ISM17/Resultat.php. Läst 7 mars 2017.
28. 1 2  ”Stora inne-SM 2009 dag 2, resultat”. ism2009.se. Arkiverad från originalet den 4 mars 2016. https://web.archive.org/web/20160304222657/http://www.ism2009.se/filer/resultat_dag2.html. Läst 17 juli 2012.
29. 1 2  ”Stora inne-SM 2011 dag 2, resultat”. trackandfield.se. Arkiverad från originalet den 4 mars 2016. https://web.archive.org/web/20160304224608/http://www.trackandfield.se/resultat/2011/110227.htm. Läst 19 juli 2012.
30. 1 2 3 4 5 6 7  ”Personsida på IAAF:s webbplats” (på engelska). iaaf.org. http://www.iaaf.org/athletes/sweden/nil-de-oliveira-219842. Läst 6 oktober 2018.
31. ↑  Patrik Lagerkvist (9 december 2008). ”Oliveira tar sats mot EM”. Mitt i Sollentuna:  s. 25. Arkiverad från originalet den 5 mars 2016. https://web.archive.org/web/20160305012824/http://arkiv.mitti.se:4711/2008/50/sollentuna/MIST25A20081209STV1.pdf. Läst 18 augusti 2010.
32. ↑  Två asterisker försvinner Arkiverad 13 juli 2010 hämtat från the Wayback Machine., nyhetsrapportering på friidrott.se
33. ↑  Fahlberg, Lotta; Blomqvist, Anna (8 juli 2010). ”Medborgarskap för de Oliveira/Bouafif”. svt.se. http://www.svt.se/sport/artikel/medborgarskap-for-de-oliveira-bouafif/. Läst 24 augusti 2017.
34. ↑  ”Tävlingsårsskiftesövergångar 15 november 2010”. friidrott.se. 23 oktober 2010. Arkiverad från originalet den 21 november 2016. https://web.archive.org/web/20161121045955/http://www.friidrott.se/forbundsinfo/overgangar/arsskifte1011.aspx. Läst 21 november 2016.
35. ↑  ”European Athletics Indoor Championships - Paris 2011” (på engelska). european-athletics.org. http://www.european-athletics.org/competitions/european-athletics-indoor-championships/history/year=2011/results/index.html#. Läst 25 augusti 2017.
36. ↑  ”EM3: Nil säkert till 200m semi”. friidrott.se. 29 juni 2012. Arkiverad från originalet den 30 mars 2017. https://web.archive.org/web/20170330002830/http://www.friidrott.se/nyheter.aspx?id=13995. Läst 29 mars 2017.
37. ↑  ”EM3: Nil klar för final 200m”. friidrott.se. 29 juni 2012. Arkiverad från originalet den 29 mars 2017. https://web.archive.org/web/20170329232655/http://www.friidrott.se/nyheter.aspx?id=14000. Läst 29 mars 2017.
38. ↑  ”EM4: Nil femma på 200m”. friidrott.se. 30 juni 2012. Arkiverad från originalet den 30 mars 2017. https://web.archive.org/web/20170330005325/http://www.friidrott.se/nyheter.aspx?id=14015. Läst 29 mars 2017.
39. ↑  ”European Athletics Championships - Helsinki 2012” (på engelska). european-athletics.org. http://www.european-athletics.org/competitions/european-athletics-championships/history/year=2012/results/index.html. Läst 29 mars 2017.
40. ↑  ”IAAF World Championships Moscow (Rus) 10 - 18 August 2013” (på engelska) (pdf). iaaf.org. https://media.aws.iaaf.org/competitiondocuments/pdf/4873/Overall-ResultsSet.pdf?v=1090371156. Läst 11 januari 2017.
41. ↑  ”European Athletics Indoor Championships - Göteborg 2013” (på engelska). european-athletics.org. http://www.european-athletics.org/competitions/european-athletics-indoor-championships/history/year=2013/results/index.html. Läst 24 augusti 2017.
42. ↑  ”Stora grabbars märke”. friidrott.se. Arkiverad från originalet den 31 mars 2016. https://web.archive.org/web/20160331202525/http://www.friidrott.se/historik/storagrabbar.aspx. Läst 24 januari 2017.
43. ↑  ”Stora Grabbar personpresentation”. storagrabbar.se. http://www.storagrabbar.se/grabbar_11.html. Läst 24 januari 2017.
44. ↑  ”European Athletics Championships - Zürich 2014” (på engelska). european-athletics.org. http://www.european-athletics.org/competitions/european-athletics-championships/history/year=2014/results/index.html. Läst 13 februari 2017.
45. ↑  ”Svenska Friidrottsförbundets officiella Resultatbilaga 2008”. Arkiverad från originalet den 1 april 2016. https://web.archive.org/web/20160401174945/http://www.friidrott.se/docs/resultatbil08a.pdf. Läst 18 augusti 2010.
46. ↑  ”Svenska Friidrottsförbundets officiella Resultatbilaga 2009”. Arkiverad från originalet den 1 april 2016. https://web.archive.org/web/20160401205824/http://www.friidrott.se/docs/resultatbil09.pdf. Läst 18 augusti 2010.
47. 1 2 3 4 5 6  ”Personsida på European Athletics' webbplats” (på engelska). european-athletics.org. http://www.european-athletics.org/athletes/group=d/athlete=139349-de-oliveira-nil/index.html. Läst 6 oktober 2018.